# Leo (Gripsholm)

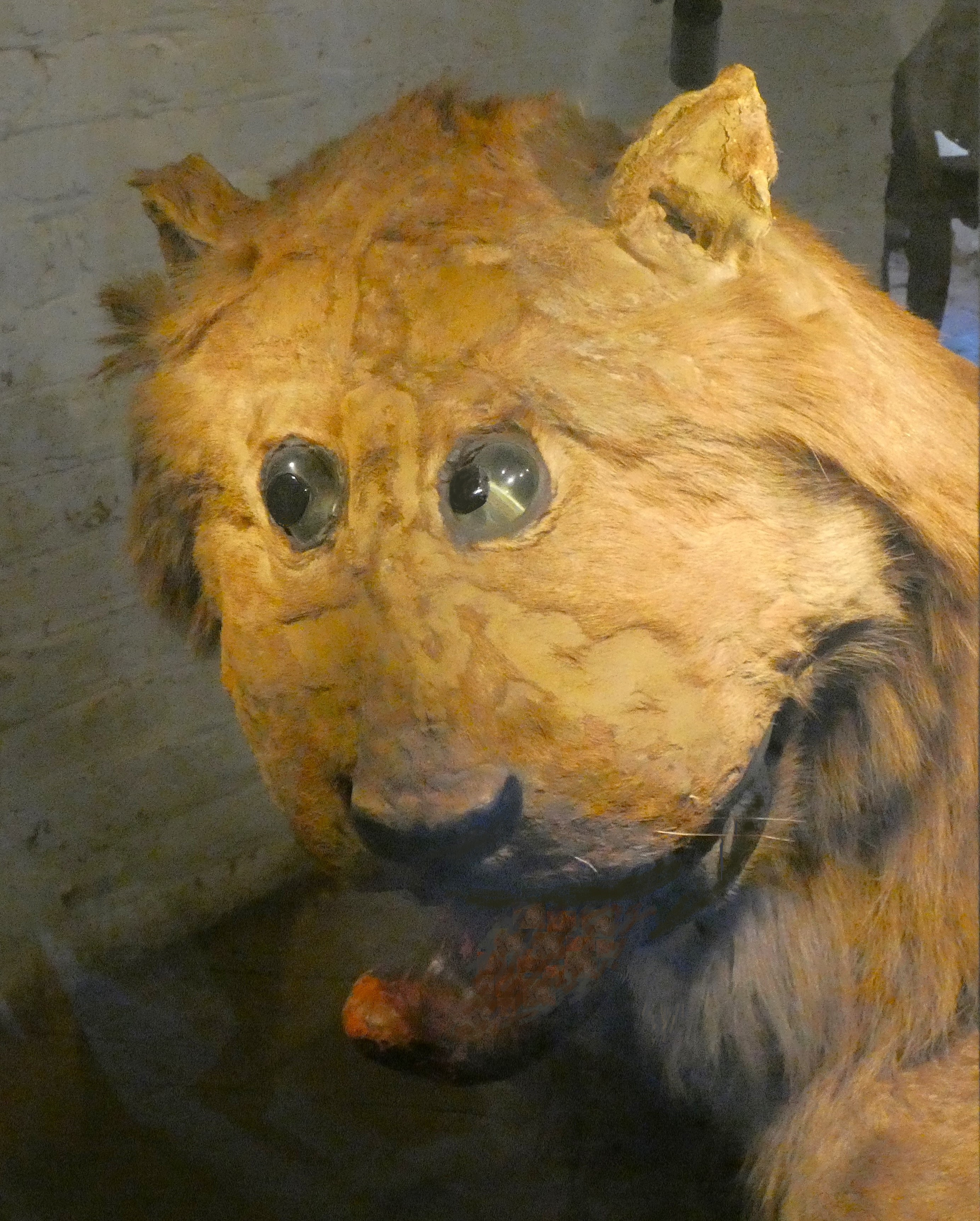
Leos Gesicht

Leo ist ein ausgestopfter Löwe (Panthera leo) auf Schloss Gripsholm in Schweden. 

## Beschreibung

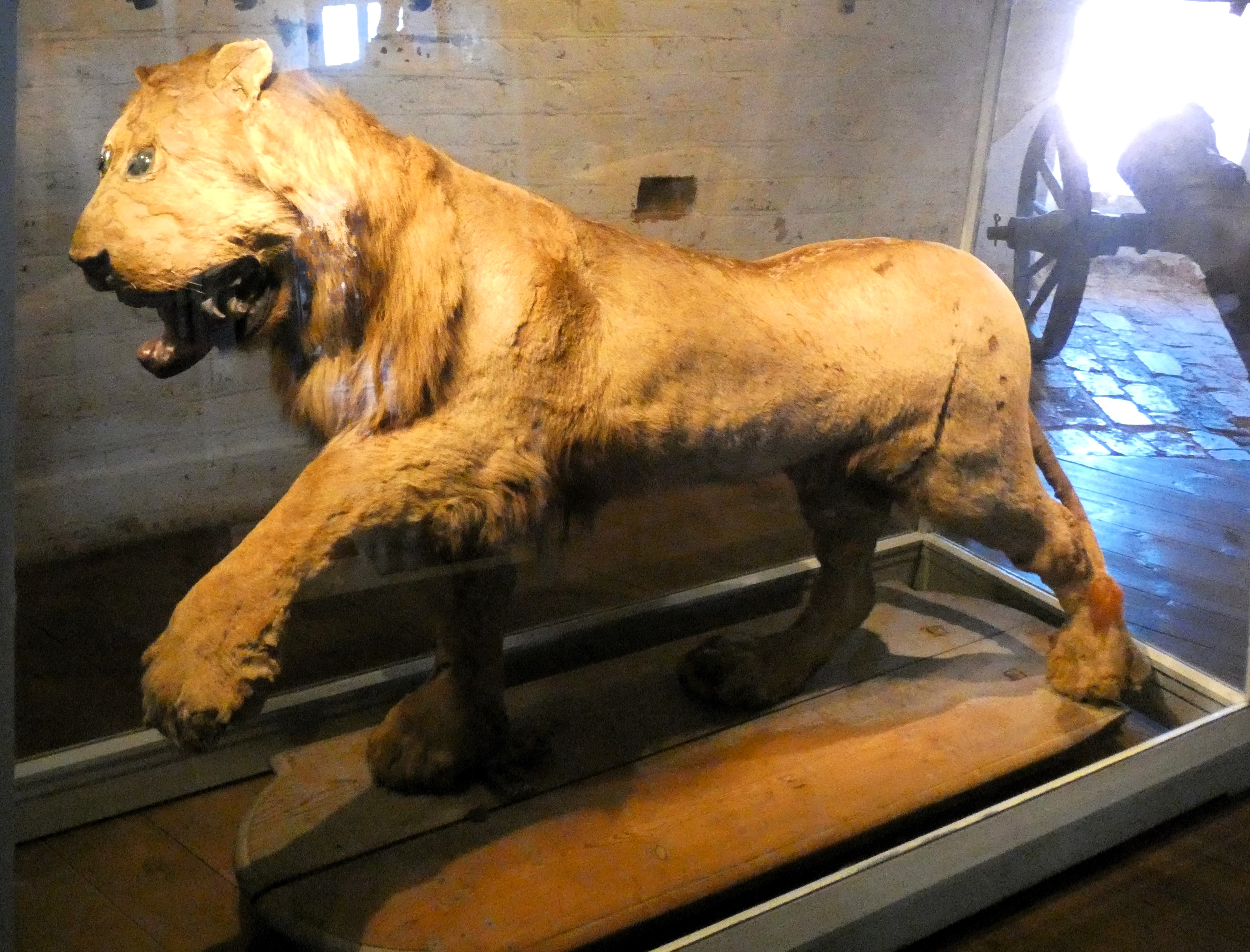
Leo (2024)

Der Löwe befindet sich in einem Glaskasten im Oberen Zeughaus des Schlosses. Er wurde im 18. Jahrhundert präpariert. Das Tier wird stehend mit erhobener linker Vorderpfote dargestellt. Seine Augen liegen zu eng nebeneinander, aus seinem menschenähnlichen Gebiss hängt eine übergroße Zunge. Bekannt ist Leo als Beispiel einer völlig misslungenen Rekonstruktion des lebenden Tieres, was bei Besuchern zu Erstaunen bis Gelächter führt. Wahrscheinlich hat der Präparator nur das Fell und Knochen, aber nie einen kompletten Löwen gesehen.

Wappen von König Frederik I.

Als Wappentier dient der Löwe eigentlich als Symbol für königliche Macht, Stärke und Mut. So findet er sich in der Heraldik der schwedischen Könige in der Zeit, als das Land eine Großmacht im Ostseeraum war. Auch finden sich zum Beispiel zwei Bronzelöwen an der Lejonbacken genannten Auffahrt des Stockholmer Schlosses.

## Herkunft
Mit großer Sicherheit war der Löwe Leo ein Geschenk an den schwedischen König, aber seine genaue Herkunft ist unbekannt. Laut einer Legende soll er 1731 ein Geschenk des Bey von Algier an König Frederik I. (1720–1751) gewesen sein. Der Löwe war eine Gegenleistung für die „Steuern“, die Schweden an die Barbareskenstaaten zahlte, um von ihrer Piraterie verschont zu bleiben. Nach einer weit verbreiteten Geschichte soll der Löwe dann einige Jahre in Junibacken auf Djurgården gelebt haben, bevor seine sterblichen Überreste dem Tierpräparator übergeben wurden. Dieser Legende widerspricht allerdings, dass der Löwe, der als Geschenk aus Algier nach Schweden kam, damals schnell an den Kurfürsten von Sachsen weitergegeben wurde. Die Herkunft des Löwen in Gripsholm bleibt daher weiter unbekannt.

## Rezeption
Als die schwedische Bloggerin Ulrika Good 2010 von dem Löwen berichtete, ging die Geschichte viral. Leo wurde eine Internetpersönlichkeit und bekam auch eine Facebook-Fanpage.